# (32125) 2000 LZ11
2000 LZ11 (asteroide 32125) é um asteroide da cintura principal. Possui uma excentricidade de 0.00865130 e uma inclinação de 20.60502º.
Este asteroide foi descoberto no dia 4 de junho de 2000 por LINEAR em Socorro.